# Macayo 1.ª Sección (Las Mercedes)
Macayo 1.ª Sección (Las Mercedes) es una localidad del municipio de Reforma ubicado en el noroeste del estado mexicano de Chiapas.

## Geografía
La localidad de Macayo 1.ª Sección (Las Mercedes) se sitúa en las coordenadas geográficas 17°57′24″N 93°12′31″O / 17.956667, -93.208611, a una elevación de 41 metros sobre el nivel del mar.

## Demografía
Según el Conteo de Población y Vivienda 2020, efectuado por el Instituto Nacional de Estadística y Geografía, la localidad de Macayo 1.ª Sección (Las Mercedes) tiene 572 habitantes, de los cuales 278 son del sexo masculino y 294 del sexo femenino. Su tasa de fecundidad es de 2.44 hijos por mujer y tiene 150 viviendas particulares habitadas.
| Gráfica de evolución demográfica de Macayo 1.ª Sección (Las Mercedes) entre 1910 y 2020 |
|                                                                                         |
| INEGI.                                                                                  |